# William Earl Dodge Stokes
William Earl Dodge Stokes (22 mai 1852 - 18 mai 1926) est un multimillionnaire américain responsable du développement d'une grande partie de l'Upper West Side de New York.

## Jeunesse
Stokes nait à New York le 22 mai 1852. Il est le fils de James Boulter et de Caroline, née Phelps ;  il est le frère d'Anson Phelps Stokes et d'Olivia Eggleston Phelps Stokes. L'un de ses grands-pères est le marchand londonien Thomas Stokes, l'un des 13 fondateurs de la London Missionary Society qui soutint activement l'American Bible Society, l'American Tract Society et l'American Peace Society. Son autre grand-père, Anson Greene Phelps, est un marchand new-yorkais, né dans le Connecticut et issu d'une vieille famille du Massachusetts.
Stokes fait partie de la promotion 1874 du Yale College. Il participe à l'achat un terrain au coin des rues Prospect et Trumbull à New Haven, Connecticut, où le premier Hall for Wolf's Head Society est érigé en 1884. Stokes est membre honoraire de la société, fondée en 1883, gérée par un certain nombre d'anciens élèves qui aident les étudiants.

## Carrière
Jeune homme, Stokes commence sa carrière en travaillant dans l'entreprise familiale, Phelps, Dodge & Company, un établissement commercial fondé par son grand-père Phelps et son oncle, William Earle Dodge Sr., dans les années 1830. Au moment où Stokes rejoint l'entreprise, celle-ci est devenue une entreprise minière. Il est également actionnaire de l'Ansonia Clock Company. À la mort de son père en août 1881, Stokes conteste le testament, poursuit son frère Anson pour complot visant à le chasser de l'entreprise familiale et obtient un héritage d'un million de dollars. Il quitte Phelps Dodge et, de 1885 à 1890, il développe l'immobilier dans l'Upper West Side,.

### Promoteur immobilier
Après son mariage en 1895, son couple emménage dans l'un des nouveaux projets de Stokes au 262 West 72e Rue. En 1898, Stokes commence à travailler sur un nouveau bâtiment au 4 East 54e Rue conçu par McKim, Mead and White. Cependant, en 1900, juste au moment où le bâtiment est presque terminé, Rita Stokes demande le divorce et aucun d'eux n'a jamais vécu dans la maison.
En 1899, Stokes charge l'architecte Paul E. Duboy (1857-1907) de construire le plus grand et le plus grandiose hôtel de Manhattan. Le résultat est The Ansonia, nommé d'après le grand-père industriel de Stokes, Anson Greene Phelps, situé au 2109 Broadway entre West 73e et 74e Rue. Ouvert en 1903, l'Ansonia, qui coûta 3 millions de dollars, compte 350 suites avec plusieurs restaurants, une banque, un salon de coiffure, une salle de bal, une piscine et des services hôteliers complets, ainsi qu'une imposante façade de style Haussmannien avec tourelles et balcons.
En 1907, le New York Board of Health prévoit, à la suite d'une information, de faire une descente sur le toit de l'Ansonia et de confisquer les quatre oies de compagnie et un cochon, appelé Nanki-Poo, que Stokes y garde. Ce dernier et son majordome cachent les animaux dans le sous-sol et convainquent l'inspecteur qu'aucun animal n'est gardé sur le toit,.

### Entreprise ferroviaire
En 1900, comme le rapporte The New York Times, Stokes achète aux enchères, pour 25 000 $, le Chesapeake & Western Railroad, une entreprise bucolique qui, antérieurement, vers les années 1870, devait faire partie du Pittsburgh, Cincinnati, Chicago and St. Louis Railroad, reliant la vallée de Shenandoah à Harrisonburg (Virginie), et les zones de production de charbon du centre et du sud de la Virginie-Occidentale et du sud de l'Ohio. Le Chesapeake & Western a déjà été capitalisé avec 811 200 $ d'actions ordinaires, 608 400 $ d'actions privilégiées et 1 419 000 $ d'obligations hypothécaires de premier rang. Stokes le renomme Tidewater & West Virginia, mais juste un an plus tard, en 1901, Chesapeake Western Railway. Dans une tentative de relancer le plan visant à relier davantage l'est à l'ouest, Stokes pousse vers l'ouest et pose 13 miles de rails jusqu'à Stokesville, à l'ouest de Bridgewater (Virginie) en 1902, et à l'est jusqu'à Elkton (Virginie). Les monts Allegheny et montagnes Blue Ridge s'avèrent être d'importants obstacles à une expansion future, et sans un soutien financier sérieux, il n'y avait aucune chance de véritable succès.
La meilleure chance de succès de Stokes vient sous la forme d'une offre du colonel Henry H. Rogers, un actionnaire majeur de la Standard Oil, qui tente d'acheter le chemin de fer de 40 milles à Stokes afin qu'il puisse terminer l'itinéraire comme prévu, mais Stokes demande un prix beaucoup trop élevé et Rogers refuse l'offre et affrète son propre chemin de fer, le Virginian Railway, qui devient l'un des chemins de fer les plus efficaces et les mieux gérés du pays.
Finalement, le Chesapeake Western Railway devient une filiale du Norfolk Southern et survit à ce jour, reliant principalement Harrisonburg (Virginie) à Staunton (Virginie).

### Ouvrages
En 1917, Stoke écrit The Right to be Well Born ; ou, Horse Breeding in its Relation to Eugenics qui est publié par CJ O'Brien à New York. Dans ce livre, Stokes, qui est éleveur de chevaux, développe ses théories à partir du cheval, prônant l'élevage sélectif chez l'homme et le classement des hommes candidats au mariage. Il écrit que les registres généalogiques de la classe ouvrière devraient être conservés afin que les employeurs potentiels puissent évaluer leurs capacités. Le livre est si mal reçu que les éditeurs poursuivent Stokes pour le recouvrement de leurs frais.

## Vie privée

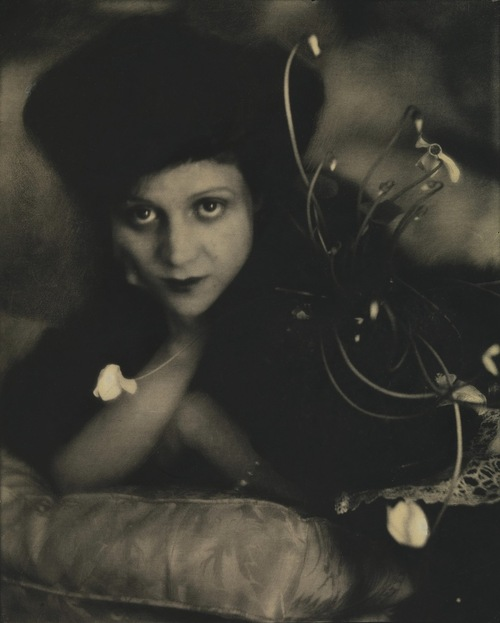
Rita de Acosta Lydig en 1905.

En 1895, âgé de 43 ans, Stokes épouse Rita de Acosta Lydig (1875–1929), la fille de l'émigré cubain Ricardo de Acosta. La plus jeune sœur de Rita, Mercedes de Acosta, a écrit dans son autobiographie que « lorsque Rita a finalement décidé d'épouser Will Stokes, c'était, je crois, parce qu'elle sentait que sa richesse pouvait lui ouvrir des portes. . . Mais elle a payé un prix élevé pour tout gain matériel. » Ensemble, Rita et William sont les parents d'un fils, qu'ils appellent « Weddie ». Selon sa sœur, Rita déteste l'enfant et peut à peine se résoudre à le tenir. William Earl Dodge Stokes Jr. (1896–1992) dirigera l'hôtel Ansonia après en avoir hérité la propriété de son père. En 1900, Rita demande le divorce et le règlement en serait de 2 millions de dollars, un record à l'époque.
En 1907, Stokes est poursuivi par une femme nommée Lucy Randolph pour pension alimentaire. Elle affirme qu'elle a rencontré Stokes à l'Ansonia, qu'il lui a dit qu'il voulait avoir un enfant avec elle et, après l'avoir mise enceinte, l'ignore. Bien qu'il soit prouvé au tribunal que Stokes a été intime avec elle et qu'il lui a déjà versé des paiements réguliers, l'affaire contre lui est rejetée pour un détail technique.
En février 1911, Stokes, alors âgé de 59 ans, épouse secrètement Helen Blanche Ellwood (1885–1951), âgée de 24 ans. Il se marie en secret car lorsqu'il a divorcé de sa première femme, Rita de Acosta Stokes, le juge lui a signifié qu'il ne pouvait pas se remarier de son vivant.
En juin 1911, Stokes est blessé par balle par une actrice de vaudeville de 22 ans, Lillian Graham. Elle affirme que Stokes l'a attaquée parce qu'il était en colère à la suite de son refus de lui rendre les lettres compromettantes qu'il lui avait écrites. Pour sa part, Stokes affirme que Lillian Graham a tenté de le faire chanter et qu'elle l'a attaqué car cela avait échoué. Lillian Graham est déclarée non coupable.
Ensemble, Stokes et Helen Blanche Ellwood sont les parents de :
- James Ellwood Stokes (décédé en 1998), également entrepreneur et philanthrope.
- Helen Muriel Stokes (1915–2010), qui épouse Charles Jules Lowen, Jr. en 1941. Après sa mort en 1956, elle épouse Donald F. Magarrell, décédé en 1980. En 1989, elle épouse son ami d'enfance Gerald H. Phipps.

En 1918, Stokes demande le divorce. Il est représenté par l'avocat Max Steuer et commence ce qui s'avère être une affaire juridique particulièrement acrimonieuse. Stokes affirme qu'Helen a eu des relations avec son cousin, son propre fils et au moins neuf autres hommes. Elle déclare que ses témoins mentent et qu'il a eu de nombreuses aventures tout au long de leur mariage, dont Lillian Graham n'en était qu'une. Elle ajoute qu'il garde plusieurs dizaines de poulets dans leur appartement à l'Ansonia. En février 1922 , Rita de Acosta Lydig comparait devant la Cour suprême de justice au nom d'Helen Stokes, affirmant que Stokes la battait pendant leur mariage; En 1923, après avoir dépensé 1 million de dollars en frais juridiques, la demande de divorce de Stokes avec sa femme est refusée ; elle obtient une demande reconventionnelle en séparation. Stokes est jugé pour complot pour diffamation, mais est acquitté en 1925.
Stokes décède le 18 mai 1926, à l'âge de 74 ans. The New York Times note dans sa nécrologie que, même si Stokes a été impliqué dans « des litiges presque incessants », il laisse environ 8 millions de dollars dans son testament. Cependant, en 1928, cette estimation est réduite à 300 000 $, et même cette somme serait engloutie, déclare The Times, « si sa succession perdait toutes les nombreuses poursuites en cours qui ont tourmenté sa carrière controversée, même après sa mort ».